# کارولتون (جورجیا)
کارولتون، جورجیا (به انگلیسی: Carrollton, Georgia) یک شهر در ایالات متحده آمریکا با جمعیت ۲۴٬۳۸۸ نفر است که در جورجیا واقع شده‌است.

## موقعیت جغرافیایی
موقعیت جغرافیایی شهرها و مناطق اطراف به شرح زیر است: